# 比内鶏

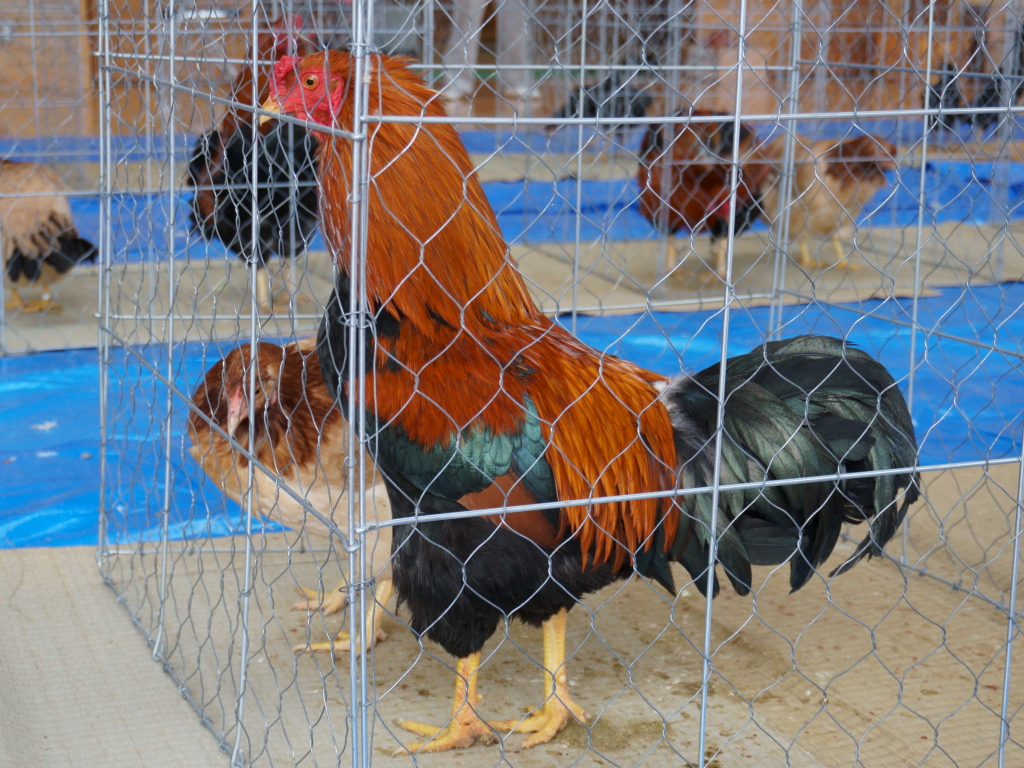
比内鶏

比内鶏（ひないどり）は、主に秋田県北部・米代川流域（比内地方）にて古くから飼育されている家禽。天然記念物に指定されている。比内鶏から品種改良で生み出された比内地鶏についても本記事で説明する。

## 概要
「東南アジア・中国など近隣諸国から渡日して行った鶏が自然交配して形成して行ったのが日本各地の地鶏」と考えられているが、1951年（昭和26年）に出版された書籍は「江戸時代に秋田県北部の地鶏に軍鶏を交配した鶏種が比内鶏」としている。岡田（1984）などが遺伝子解析して「比内鶏は軍鶏に近い種」と結論付けている。
原種比内鶏の体の特徴は、首が長く鶏冠は小さい。明治以降、外国産鶏種が輸入されたことで飼育数は激減し昭和初期には絶滅寸前の状態にまでなった。野鶏に近く、品種改良もされていない貴重な存在であるため、1942年（昭和17年）7月21日には、国の天然記念物に指定された。比内鶏は肉質がヤマドリに似て、風味がよいが、ほかの鶏と比べると成長が遅いわりに繁殖率が悪く、病気にもかかりやすく、周囲の音など環境にも敏感なことから、商品として販売するには難しかった。1972年（昭和47年）からは、「秋田県声良鶏・比内鶏・金八鶏保存会」が中心となり比内鶏の維持・保存を行っているが、生育数の減少から原種比内鶏集団の遺伝的多様性は減少している。また、遺伝子解析の結果は日本国内の他の鶏種（声鶏、蜀鶏、薩摩鶏、矮鶏）とは品種改良による系統差より小さく、日本鶏では有意な品種内分化はまだ生じていないとする研究がある。

## 比内地鶏
「さつま地鶏」「名古屋コーチン」と並ぶ日本三大地鶏の一つである。
原種比内鶏は「成長が遅い」「体が小さい」「耐病性に劣る」などの理由で生産性が低く生産者に敬遠されていた。そこで秋田県畜産試験場は1973年（昭和48年）から比内鶏を県の特産物とするため品種改良を行い、比内鶏の特長を引き継ぎながら食味を維持しつつ生産性を向上させるために、比内鶏の選抜優良種「秋田比内鶏」のオスと、ロードアイランドレッド種のメスを選抜し諸問題を解消した比内地鶏を作出した。比内地鶏は雄の比内鶏と雌のロードアイランドレッドを掛け合わせた一代雑種（F1）を品種として固定した品種である。
優良な肉質を維持するためには、種だけで無く飼育方法、飼料管理も重要である。
作出から10数年経過した現在も飼育特性向上の為の研究が行われている。

### 比内地鶏ブランド
全国の比内地鶏を販売している飲食店で「比内鶏」と表示した看板を掲げているのが見られるが、実際は天然記念物の比内鶏（原種）は市場に出回っておらず、品種改良で生み出された一代雑種「比内地鶏」のことを指している。
2007年（平成19年）、秋田県大館市の比内地鶏販売業者が、グループ企業の廃鶏処理業社より普通卵の廃鶏を仕入れ、比内地鶏加工品として販売する偽装行為を1985年（昭和60年）ごろから長年行っていたことが発覚し、より厳格な比内地鶏ブランド認証制度になった。
- 秋田県の認証する比内地鶏規定要旨。（平成20年度から適用）
  - 雄の比内鶏と雌のロード種の交配で作出された一代交雑種
  - 28日齢以降で平飼いか放し飼いで飼育
  - 28日齢以降で1平方メートル5羽以下で飼育
  - 雌はふ化日から150日間以上、雄は100日間以上飼育

### 肉質
「歯ごたえはあるが加熱しても固くなり過ぎず、肉の味が濃い」、「濃厚な脂の旨み」など、比内鶏の特長を色濃く受け継いでいる。
とくに、同じく秋田県北部が発祥のきりたんぽ鍋との組み合わせは相性がよく、きりたんぽ鍋セットを販売する業者のほとんどは比内地鶏の肉と比内地鶏のがらスープを同梱している。

### あきたシャポン
あきたシャポンは比内地鶏のシャポン（去勢雄鶏）のブランド名。
比内地鶏として流通しているのは、ほとんどが雌鶏の鶏肉であって、雄鶏は肉質の違いもあって雛のうちに廃棄処分されているのがほとんどだった。一方、フランスなどでは去勢雄鶏を「シャポン」と呼び、高級食材として流通している。比内地鶏の生産現場においても雄ひな鶏の有効活用が必要とされており、秋田県畜産試験場において効率的な去勢技術を確立し、飼育方法の改良など試行を重ね、「あきたシャポン」のブランド名で出荷するようになった。
あきたシャポンの育成
育成方法はフランスのブレス鶏のシャポンの育成に準じている。
1. 孵化した雄の雛を4週から8週育てる（通常は、育てずに廃棄処分）。
2. 去勢処理を行う。
3. 7か月から8か月ほど飼育する。一般的な比内地鶏の雌鶏の飼育期間は約150日間なので、それよりも長くなる。
4. 仕上げ期。ケージ（エピネット）に入れ運動を抑制することで脂肪を蓄えさせる。
5. 出荷。

### 備考
比内地方の黒土を主とした土壌は、その性質から鶏を美味に育てるのに非常に適しており、同じ種の鶏でも比内地方で育てると美味になるという。

### 誤解
かつては比内地鶏のことを食用であるにも拘らず『比内鶏』とマスメディアで表記されたことが多数あったが、フジテレビ系列の番組『トリビアの泉』の2003年（平成15年）12月10日放送分において、『比内鶏を食べると逮捕される』というトリビアが放送され、その影響で『比内鶏』と表記されていたものは全て『比内地鶏』と表記されるようになった。
ただし実際には天然記念物であっても家畜は食べることができる。

## 比内とりの市
1985年（昭和60年）から、毎年1月最終土曜・日曜日に、比内鶏にこだわった祭り比内とりの市が道の駅ひない近郊にある大館市比内町の大館市立比内グラウンドで行われる。
食用の鳥の霊への感謝を込めた感謝祭、神楽などのほか、長さ15メートルの鉄の棒に比内地鶏を串刺しにして丸焼きにする千羽焼き、比内地鶏を使ったきりたんぽ鍋など比内地鶏を使用した料理などが振る舞われる。

## 秋田三鶏
秋田県北部に生息する声良鶏・比内鶏・金八鶏（きんぱどり）を特に秋田三鶏（あきたさんけい）とよび、声良鶏と比内鶏は国の天然記念物に、金八鶏は秋田県の天然記念物に指定される。
また、秋田県大館市には大館郷土博物館に隣接して秋田三鶏記念館がある。